# منتخب أرمينيا لهوكي الجليد
منتخب أرمينيا الوطني لهوكي الجليد هو منتخب وطني يمثل أرمينيا في منافسات هوكي الجليد الدولية، بدأ منافساته في سنة 2003، نافس في بطولة العالم لهوكي الجليد 4 مرات، يحتل حالياً التصنيف التاسع والأربعين على العالم.